# Élection présidentielle islandaise de 1945
Il était prévu qu'une élection présidentielle se déroule en 1945 en Islande. Mais, du fait de la présence d'un unique candidat, le président sortant Sveinn Björnsson, l'élection s'est effectuée de manière automatique, comme il est prévu dans la Constitution islandaise.

## Système électoral
Le Président de l'Islande est élu pour quatre ans au suffrage universel direct à la majorité relative avec un seul tour (à condition qu'il y ait au moins deux candidats, sinon l'unique candidat potentiel est automatiquement élu).